# 20XX “We are”
『20XX “We are”』（トゥーオーダブルエックス　ウィーアー）は、日本のダンス&ボーカルユニットw-inds.の14枚目のオリジナルアルバム。2021年11月24日にポニーキャニオンの社内レーベルの一つFLIGHT MASTERから発売された。

## 解説
- 43rdシングル「Beautiful Now」を含む全10曲収録。
- オリジナルアルバムとしては「100」以来、実に約3年ぶりの作品。
- 2人体制になった新生w-inds.としては初めてのオリジナルアルバム。
- 今作も前作に引き続き、橘慶太が全曲プロデュースを担当。
- ポニーキャニオン特設販売サイト限定で80ページに渡る撮り下ろしスペシャルフォトブック、さらに初CD化となるインストベストアルバム『20XX "THE BEST"INSTRUMENTAL』を付属した「Special Box盤」が販売された。
- リード曲「Strip」はMVが制作されている。

## 先行配信
- 「Strip」2021年9月24日　デジタルリリース

- 「Little」2021年10月22日　デジタルリリース

## 収録曲
| #   | タイトル                   | 作詞 | 作曲 |
| --- | -------------------------- | ---- | ---- |
| 1.  | 「Strip」                  |      |      |
| 2.  | 「EXIT」                   |      |      |
| 3.  | 「With You」               |      |      |
| 4.  | 「Show Me Your Love」      |      |      |
| 5.  | 「Little」                 |      |      |
| 6.  | 「Beautiful Now」          |      |      |
| 7.  | 「The Christmas Song」     |      |      |
| 8.  | 「Distance」               |      |      |
| 9.  | 「Get Down(20XX version)」 |      |      |
| 10. | 「DoU(20XX version)」      |      |      |

| #  | タイトル                              | 作詞 | 作曲・編曲 | 監督 |
| -- | ------------------------------------- | ---- | ---------- | ---- |
| 1. | 「Strip Music Video」(Music Video)    |      |            |      |
| 2. | 「Document of 20XX We are」(Document) |      |            |      |